# Hvězdárna a planetárium dr. Zdeňka Kvíze
Hvězdárna a planetárium dr. Zdeňka Kvíze je hvězdárna a planetárium v Třebíči, v části Horka-Domky na Švabinského ulici. Nedaleko stojí torzo hvězdárny, která byla rozestavěna v roce 1989.

## Vybavení
Planetárium je vybaveno projekční kopulí s průměrem 6 metrů, kopule je zavěšená na lehké konstrukci, je textilní s metodou podtlakového napnutí textilie. Projektor má rozlišení 4K, řídicí systém planetária je založen na softwaru SpaceCrafter, byly instalovány prostorové reproduktory. Celkem je k dispozici 26 sedadel.
V pozorovatelně jsou dva dalekohledy s elektrickým pohonem, jsou jimi Sky Watcher 250 (průměr 25 cm, ohnisko 1000 mm) na paralaktické montáži EQ-6 a Meniscas – Cassegrain (průměr 15 cm, ohnisko 2200 mm) z roku 1983. V roce 2014 byl do horní pozorovatelny znovu instalován Newton 30 cm (průměr 30 cm, ohnisko 1700 mm), ten byl v 80. letech vyroben v Třebíči a později rozebrán. Pro sluneční pozorování se používá dalekohled Lunt – LS 60T (průměr 6 cm, ohnisko 500 mm).

## Historie

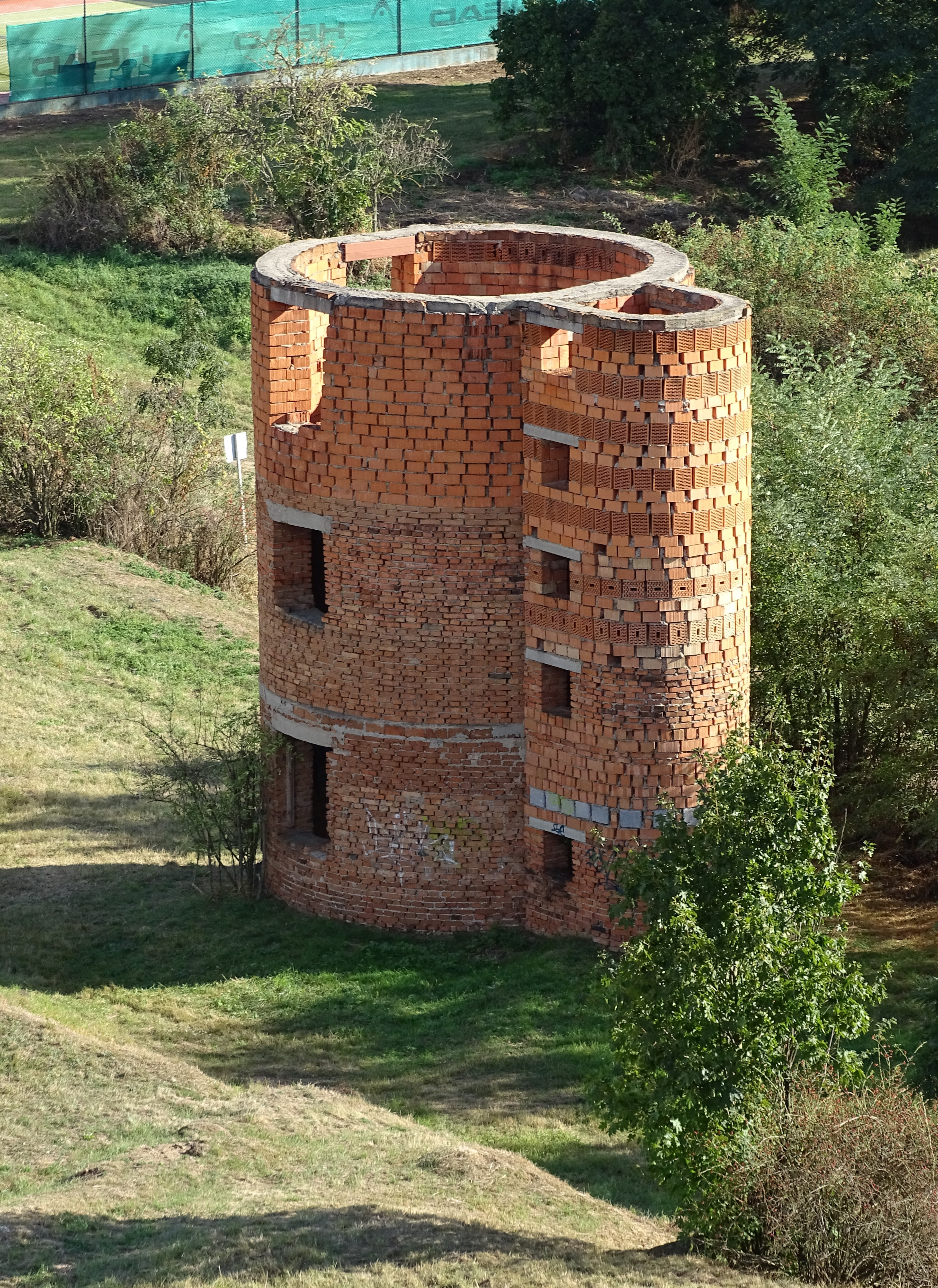
Budova rozestavěné hvězdárny na severním svahu Strážné hory

V Třebíči se od roku 1957 nachází hvězdárna.
Za druhé světové války byla učitelem Františkem Havlíkem založena místní pobočka České astronomické společnosti, za úkol si dala postavit lidovou hvězdárnu, její návrh nakreslil architekt Herzán. Měla původně mít 3 kupole. První pozorování proběhlo již v roce 1957 při průletu komety Arend-Roland. Po zničení dalekohledu se pobočka na 20 let rozpadla a pozorování probíhala pouze v amatérských podmínkách.
V polovině 70. let se opět začalo pracovat na obnově hvězdárny, to se povedlo a 1. května 1980 byla hvězdárna znovu otevřena. V roce 1985 astronomové získali budovu, která slouží od tohoto roku jako zázemí hvězdárny; je jí původní autobusové nádraží z Březinovy ulice, to byla přeneseno do prostor Švabinského ulice. Dřevěná pozorovatelna byla později přebudována na observatoř železnou. V roce 1986 proběhlo první pozorování s novým dalekohledem. V roce 1989 byla rozestavěna nová budova hvězdárny v prostoru tzv. Kostelíčka, tj. na severním svahu Strážné hory. Ta nebyla dokončena a dlouhodobě je v neutěšeném stavu a je opakovaně nabízena k prodeji.

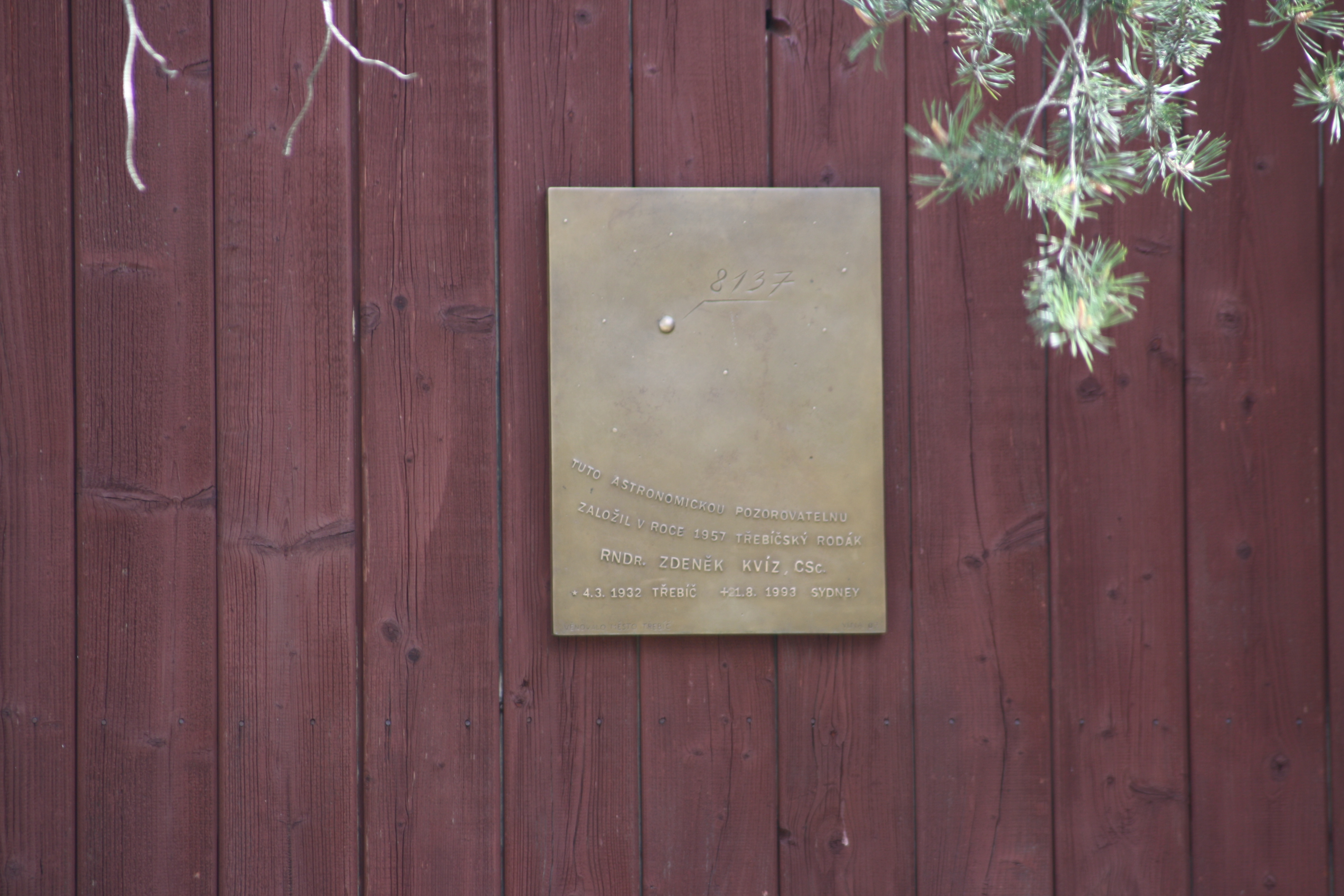
Pamětní deska Zdeňka Kvíze v areálu hvězdárny

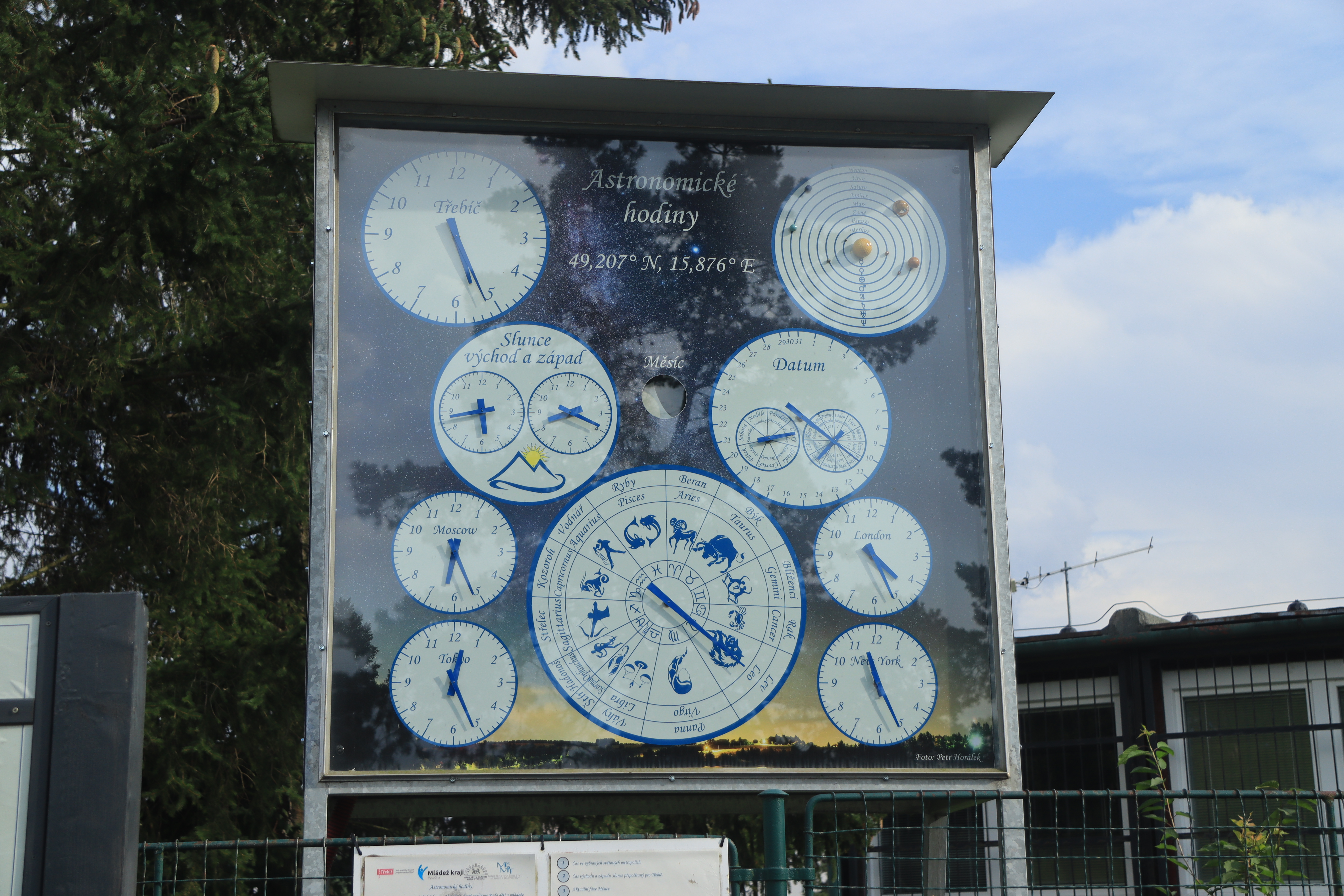
Astronomické hodiny před hvězdárnou

Dne 6. října 2007 byla v areálu hvězdárny odhalena pamětní deska Zděňka Kvíze, významného astronoma a rodáka z Třebíče.
V roce 2017 proběhla instalace astronomických hodin na pozemku hvězdárny, a to mezi 1. květnem a 25. listopadem. Ukazují čas v Třebíči, New Yorku, Tokiu, Moskvě a v Londýně; rovněž fázi Měsíce, čas východu a západu Slunce, datum, měsíc a den v týdnu. Součástí hodin je i statické tellurium. Jsou řízeny počítačem a synchronizované se servery řízení času ve Frankfurtu.

## Planetárium a rozšíření
V roce 2019 bylo oznámeno, že DDM Třebíč už několik let usiluje o postavení planetária v Třebíči, DDM Třebíč chce ke stávající budově přistavět další budovu, ve které by měly být dva sály. V prvním by měl být přednáškový sál a v druhém by měla být promítací kupole. Původně se DDM snažilo získat peníze pro rozšíření z dotací regionálního dotačního programu, to se však nepovedlo. V roce 2019 si toto za cíl vzalo město Třebíč, které zřizuje DDM Třebíč. Město oznámilo, že pokud se nepodaří získat peníze z dotačního programu, tak přestavbu zainvestuje samo. Vedoucí hvězdárny je Jana Švihálková, pod jejímž vedením se hvězdárna rozvíjí. Celkové náklady by měly dosáhnout 4 milionů Kč, na konci roku 2019 bylo oznámeno, že stavba by měla začít v roce 2020. Měla být postavena budova s třemi místnostmi a s kupolí o průměru 5,5 metru.
Ke stavbě pak došlo až mezi březnem a listopadem roku 2023. Stavba planetária byla dokončena v listopadu téhož roku, slavnostně jej otevřel astronom Jiří Grygar. Částka za stavbu planetária dosáhla 10 milionů Kč, za vybavení pak 4 miliony Kč.

### Související čkánky
- Třebíčské astronomické hodiny